# Sabicea sthenula
Sabicea sthenula là một loài thực vật có hoa trong họ Thiến thảo. Loài này được (N.Hallé) Razafim., B.Bremer, Liede & Saleh A.Khan mô tả khoa học đầu tiên năm 2008.